# Samantha Arsenault
Samantha Arsenault (Estados Unidos, 11 de octubre de 1981) es una nadadora estadounidense retirada especializada en pruebas de estilo libre, donde consiguió ser campeona olímpica en 2000 en los 4x200 metros.

## Carrera deportiva
En los Juegos Olímpicos de Sídney 2000 ganó la medalla de oro en los relevos de 4x200 metros estilo libre, con un tiempo de 7:57.80 segundos que fue récord olímpico, por delante de Australia y Alemania (bronce).